# Počítačová tiskárna

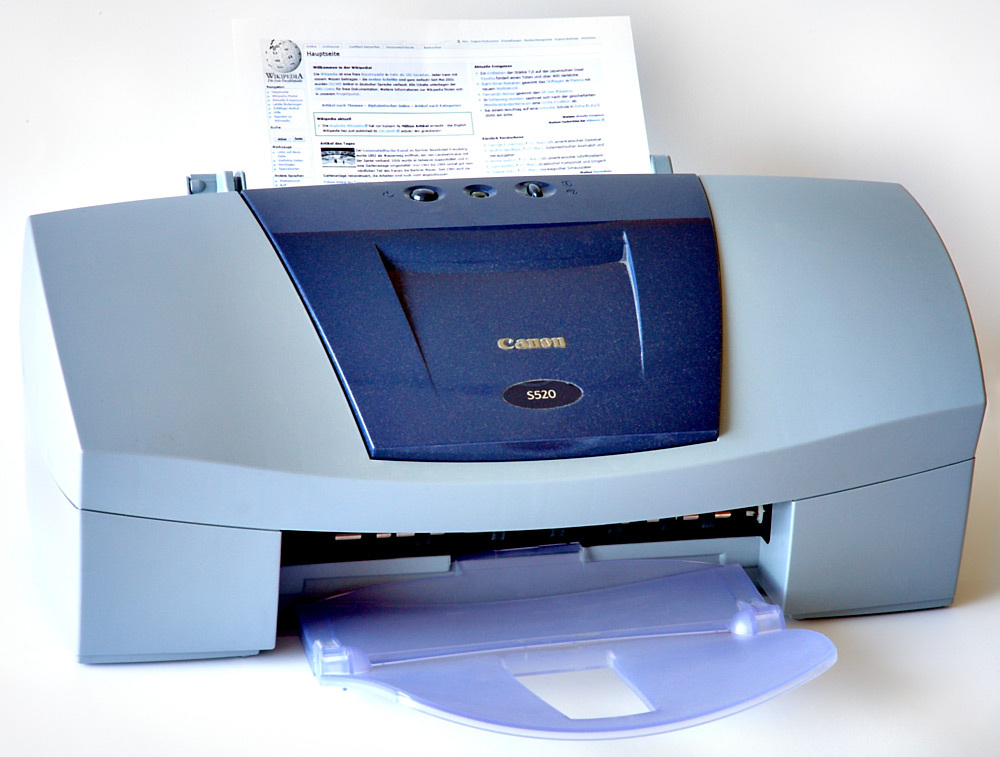
Inkoustová tiskárna Canon S520

Počítačová tiskárna je periferní výstupní zařízení, které slouží k přenosu dat uložených v elektronické podobě na papír nebo jiné médium (fotopapír, kompaktní disk apod.). Tiskárnu připojujeme k počítači, ale může fungovat i samostatně (přímý tisk přes USB nebo Bluetooth, síťová tiskárna apod.) nebo být součástí multifunkčních zařízení (pokladna v obchodě, lékařské přístroje apod.).
Některé spotřebitelské a komerční tiskárny jsou přizpůsobeny rychlému a snadnému tisku (téměř bez nutnosti nastavení). Jsou také přizpůsobeny tomu, aby při tisku nevytvářely zbytečný hluk.
Tiskárny jsou obecně pomalá zařízení, 30 stran za minutu je považováno za rychlé a většina spotřebních tiskáren pracuje mnohem pomaleji. Náklady na stránku jsou stále poměrně vysoké, je to však kompenzováno dostupností a pohodlím, jenž tyto tiskárny poskytují.
První počítačovou tiskárnu vynalezl Charles Babbage v 19. století.
V posledních letech se začal objevovat pojem virtuální tiskárna. Je to software, jehož uživatelské rozhraní a API se podobá ovladači tiskárny, ale není fyzicky spojena s tiskárnou.

## Typy tiskáren

### Běžně používané typy
- jehličková (anglicky dot-matrix printer, needle printer, wire printer) – Řada 8, 9 nebo 24 jehliček je umístěna v tiskové hlavě, která projíždí nad papírem kolmo na směr jeho posunu. Jehličky propisují přes barvící pásku na papír jemné body, z kterých se skládají písmena a obrázky. Tyto tiskárny mají velmi nízké náklady na tisk a mohou vytvářet kopii průpisem (přes kopírák). Mohou se tak například tisknout mzdové lístky ve speciálních zalepených obálkách. Další výhodou je, že tisková páska se opotřebovává postupně a nedojde najednou. Stejně tak je často používán "nekonečný" papír s boční perforací, který může být tenčí (a tím i levnější) a jeho vedení tiskárnou je spolehlivější. Nevýhodou je větší hlučnost, horší kvalita tisku a u levnějších modelů nízká rychlost tisku.
- termální (tepelné) – tiskne se pomocí tepla
  - přímý tisk – tisková hlava je tvořena malými odpory s malou tepelnou setrvačností – výhodou je, že jediný spotřební materiál je papír, nevýhodou je vyšší cena papíru a malá stabilita tisku, často se používají v supermarketech, rychle a potichu tisknou. Tato metoda tisku se používala ve faxech (dnes obvykle nahrazeno inkoustovým nebo laserovým tiskem).
  - termotransferové – jedná se vlastně o sublimační tisk, princip je stejný jako u přímého termálního tisku, jen je mezi hlavou a papírem speciální termotransferová fólie, ze které se barva teplem přenese na potiskované medium, kterým může být běžný papír. Jedno- i vícebarevný tisk se používá v tiskárnách na potisk štítků (Dymo), plastových karet nebo při tisku fotografií ve vysoké kvalitě.
- inkoustové (anglicky ink-jet printer) – tisková hlava tryská z několika desítek mikroskopických trysek na papír miniaturní kapičky inkoustu
  - termické (anglicky bubble jet) – tisková hlava pracuje s tepelnými tělísky, které zahřívají inkoust. Při zahřátí vznikne v trysce bublina, která vymrští inkoustovou kapku na papír.
  - piezoelektrické – tisková hlava pracuje s piezoelektrickými krystaly. Krystal je destička, která je schopna měnit svůj tvar. Funguje tedy jako mikroskopická pumpička, která je schopna vystřelit kapku na papír.
  - voskové (tuhý inkoust) – princip se velmi blíží klasické inkoustové tiskárně, ale místo tekutého inkoustu se používá speciální vosk, který se po natavení vystřikuje mikrotryskami na papír. Tyto tiskárny jsou specifické tím, že dokáží namíchat barvu bodu i bez překryvných rastrů. Mají velmi živé podání barev a vyznačují se vysokou kvalitou výtisku.
- laserové (anglicky laser printer) – pracují na stejném principu jako kopírky: laserový paprsek vykresluje obrázek na fotocitlivý a polovodivý, obvykle selenový válec, na jehož povrch se poté nanáší toner; toner se uchytí jen na osvětlených místech, obtiskne se na papír a na závěr je k papíru tepelně fixován (zažehlen teplem cca 180 °C a tlakem).
- LED tiskárny (anglicky LED printer) – funguje na podobném principu jako laserová tiskárna: řada LED (světlo emitujících diod) vykresluje obraz na fotocitlivý, tiskový válec (obvykle selenový), na jehož povrch se poté nanese toner, uchytí se na osvětlených místech, obtiskne se na papír a na závěr je k papíru tepelně fixován
- řádkové (anglicky line printer) – tisknou celý řádek najednou a jsou velmi rychlé, v některých aplikacích stále nenahraditelné, rychlost až 2000 řádků / min.
- sublimační – pracují na principu sublimace, používají se k tisku na komplikovaný povrch, např. keramika, textil.

### Zastaralé typy tiskáren
- řetězové – jednotlivé typy se znaky jsou umístěny za sebou na řetězu, který se neustále pohybuje nad papírem kolmo na směr jeho posunu. Z druhé strany papíru je sada kladívek, která udeří proti řetězu v okamžiku, kdy je proti kladívku ve správné pozici článek řetězu s písmenem. Na jeden oběh řetězu je vytištěn celý řádek.
- bubnové – celá sada typů se znaky je umístěna po obvodu bubnu zvlášť v každé pozici na řádku. Buben se otáčí ve shodném směru s pohybem papíru a ve vhodnou chvíli proti bubnu udeří kladívko. V celém řádku se tak vytisknou zároveň všechna A, B a podobně. Papír se pohybuje souvisle, takže charakteristickým rysem je, že všechna A jsou vytištěna výše, než Z.
- znakové – obdoba elektrických psacích strojů, kdy v tiskárně byla jednotlivá písmena, která se tiskla jedním úderem:
  - znakové s kulovou hlavicí – převážně použito u tiskáren IBM. Tvar tiskací hlavy připomíná vajíčko, na kterém jsou rozmístěny znaky.
  - znakové s typovým kolem – typové kolo, jiným jménem „kopretina“. Tisková hlava připomíná kopretinu se znakem

## Příslušenství
Velká část příslušenství k tiskárnám řeší manipulaci s papírem na vstupní nebo výstupní straně a je podobná kopírovacím strojům. Může to být například:
- podavač
  - podavač z balíku papírů
  - podavač na jednotlivé listy vkládané ručně (tzv. ruční podavač, anglicky manual feeder)
  - podavač pásu papíru
    - s podélnou perforací po okrajích pro bezpečné vedení (tzv. "traktorový" papír)
    - s příčnou perforací (na jednotlivé listy)
- třídicí výstupní zásobník
- automatické sešívací zařízení
- oddělovač (tzv. „gilotina“), typická zejména u termotiskáren používaných v elektronických pokladnách

Jiné druhy příslušenství souvisí se zjednodušeným ovládáním u tiskárnám vyšší třídy a u kombinovaných zařízeních:
- displej, někdy je možné se setkat i s jeho dotykovou verzí
- skener, modem – takovéto multifunkční zařízení potom může plnit úlohu kopírky a faxu
- čtečky paměťových karet a USB klíčenek (s přímým tiskem z nich)
- softwarové moduly (např. PostScript) nebo moduly s fonty
- paměť (RAM)
- rozšířené rozhraní (např. ethernet)

## Kazety
Důsledkem současné koncepce počítačového tisku jsou prázdné tiskové kazety. Jde o (většinou) jednorázové tiskové zásobníky, které se podle typu tiskáren dělí na tonerové a inkoustové kazety. Kazety, které byly poprvé vypsané, se označují jako panenské (z anglického virgin cartridge). Prázdné kazety lze opakovaně plnit tiskovým mediem (inkoustem nebo tonerem), tento proces se nazývá renovace. Výrobci ale opatřují tiskové kazety systémy zábran proti renovaci, příkladem je čipování kazet.[zdroj?]
Absence 100% zpětného odběru panenských kazet vede ke vzniku specifického druhu odpadu, který bývá skládkován. Některé instituce se zabývají jeho znovuužitím a renovací. K výrobě nové tonerové kazety je potřeba zhruba 4 litry surové ropy. Renovací kazet, která využívá prázdné tiskové kazety, dochází k významným úsporám.[zdroj?]

## Typické problémy s tiskárnami
- nefungující podavač (separátor) papíru – nenabírá papír nebo nabírá více najednou
  - z důvodu degradované gumy v součástkách podavače
  - z důvodu znečištění prachem z nekvalitního papíru
- zaschlé hlavy u inkoustových tiskáren po delší době nečinnosti
- plná „nádržka“ na odstříknutý inkoust – týká se inkoustových tiskáren s funkcí automatického čištění hlav (při intenzívním používání)
- znečištěná dráha papíru (prach způsobuje mačkání, rozmazávání inkoustu apod.)

## Terminologie (komerčně používaná)
Pojmy jež výrobci a prodejci používají nejsou častokrát nijak normalizované, proto uvádějí hodnoty dosažené při podmínkách, které jsou pro ně vyhovující i přesto, že nemusí odpovídat typickému použití. Některé používané pojmy:
Dot per inchPočet bodů na palec (dpi) – určuje rozlišovací schopnost tisku, tiskárny s vyšší hodnotou dpi dokážou tisknout jemnější detaily. Typické hodnoty jsou 300 až 1200 dpi u běžných tiskáren na kancelářské aplikace, 2400 až 4800 dpi u tiskáren určených na tisk grafiky či fotografií. Mnohokrát uváděná hodnota dpi není daná skutečným počtem bodů, které dokáže tiskárna vytisknout, ale jakousi „ekvivalentní hodnotou“, takže velká část tiskáren dokáže pomocí dynamické změny velikosti bodu, nebo pokrytí barvou v daném bodě zobrazit jemnější detaily než tiskárny s konstantním rozměrem/intenzitou bodu.
Pages per minutePočet stran za minutu (ppm) – určuje rychlost tisku. Ta může být rozdílná při tisku textu a grafiky, může též záviset od části plochy papíru či zadané kvality tisku (krytí). Někdy se udává jen „čistý čas“ vytisknutí stránky, při čem však přenos údajů, nebo výpočet stránky ze složitějšího přenosového formátu může trvat u některých druhů tisků výrazně delší dobu než samotný tisk.
Cost per pageNáklady na jednu stranu – obvykle se udává jen přibližná cena barvy (inkoustu, toneru) použité při tisku („přiměřeně pokryté“) strany. Není zahrnutá cena papíru, náklady na údržbu a mnohokrát ani příslušný podíl ceny tiskárny (předpokládá se její nekonečná životnost).
Energy StarTiskárna je energeticky úsporná (o zhruba 20% až 30 %) a je označena štítkem Energy Star.
Dura Brite Ultra InkTiskárny mají vysoce kvalitní inkoust který zachovává kvalitu barev na několik desítek let. Barvy jsou vysoce kontrastní a kvalitní.
Picture BridgeTato funkce umožňuje tisknout obrázky a dokumenty přímo z digitálního zařízení, který má označení Picture Bridge.

## Ochranné prvky

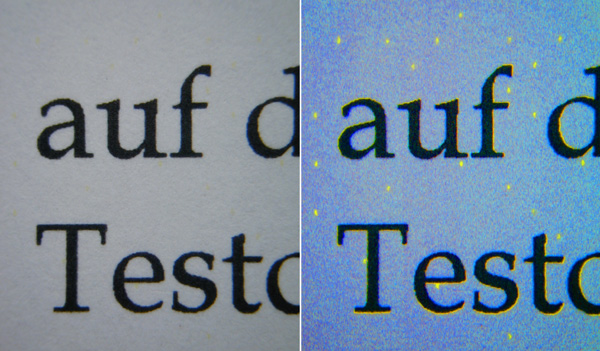
Žluté tečky obsahující informaci o čase tisku a sériovém čísle tiskárny.

Skryté značkySkryté značky (steganografie) umožňují vystopovat běžně dostupné barevné tiskárny kvůli riziku zneužití na falšování různých dokladů či bankovek (funkci nelze vypnout). Barevné tiskárny tisknou značky (žluté tečky) různých podob. Kopírování také znesnadňují EURion konstelace na bankovkách.
ČipováníČipování je snaha výrobců tvořit kontrolovaný zisk prodejem doplňků a služeb, což umožňuje snížit prodejní cenu samotné tiskárny (často až dumpingovým způsobem). Jde o zařízení bránící použití neoriginálních náplní, počítadlo bránící doplnění inkoustu či toneru bez výměny originální tiskové kazety nebo počítadlo pro nucený servis po určitém počtu vytisknutých stran.